# Mesztrowa
Mesztrowa (słow. Meštrová, 869 m) – szczyt na zachodnim krańcu słowackich Tatr Zachodnich. Ma charakter kopki, jest niski, ale dość wybitny. Mesztrowa stanowi zakończenie południowego grzbietu Golicy Huciańskiej oddzielającego dolinę Jamnik od Doliny Beszeniowskiej. Od wschodu jej stoki opadają stromymi wapiennymi urwiskami do Suchego Potoku Sielnickiego, od południa również do tego potoku, ale już mniej stromo, od północy łagodnie do Beszeniowskiego Potoku. Mesztrowa jest całkowicie zalesiona i nie prowadzą na nią żadne szlaki turystyczne. Jej względna wysokość nad korytem Suchego Potoku wynosi około 120–170 m.
U południowych podnóży Mesztrowej znajduje się należące do Liptowskich Matiaszowiec osiedle Podmesztrowa i dochodzi tutaj słowacka droga krajowa nr 584, łącząca Liptowski Mikułasz z Zubercem. Droga ta omija Mesztrową, u jej podnóży robi ostry zakręt i wspina się jej zachodnimi, łagodnymi podnóżami.